# Paketverlustrate
Die Paketverlustrate (englisch packet loss rate, kurz PLR) ist in der Nachrichtentechnik ein Maß für die Qualität eines Übertragungskanals. Die Paketverlustrate, die meist in Prozent angegeben ist, gibt an, wie viele Pakete eines Datenstroms zwischen einem Sender und Empfängers während der Übertragung verloren gegangen sind, sprich nicht empfangen werden konnten. Sie berechnet sich aus dem Verhältnis der Anzahl verlorengegangener zur Anzahl gesendeter Datenpakete, z. B. IP-Pakete:
{\displaystyle PLR={\frac {n_{\text{verloren}}}{n_{\text{gesendet}}}}}
mit n… = Anzahl der Pakete.
Ursache für den Verlust können beschädigte Übertragungsleitungen oder z. B. ein Störer auf derselben Sendefrequenz sein.
Für eine gute Verbindung sollte dieser Fehlerwert so klein wie möglich sein, idealerweise Null. Für IP-Telefonie gelten nach ITU G.114 Paketverlustraten bis zu 5 % noch als akzeptabel.